# 우리 은하

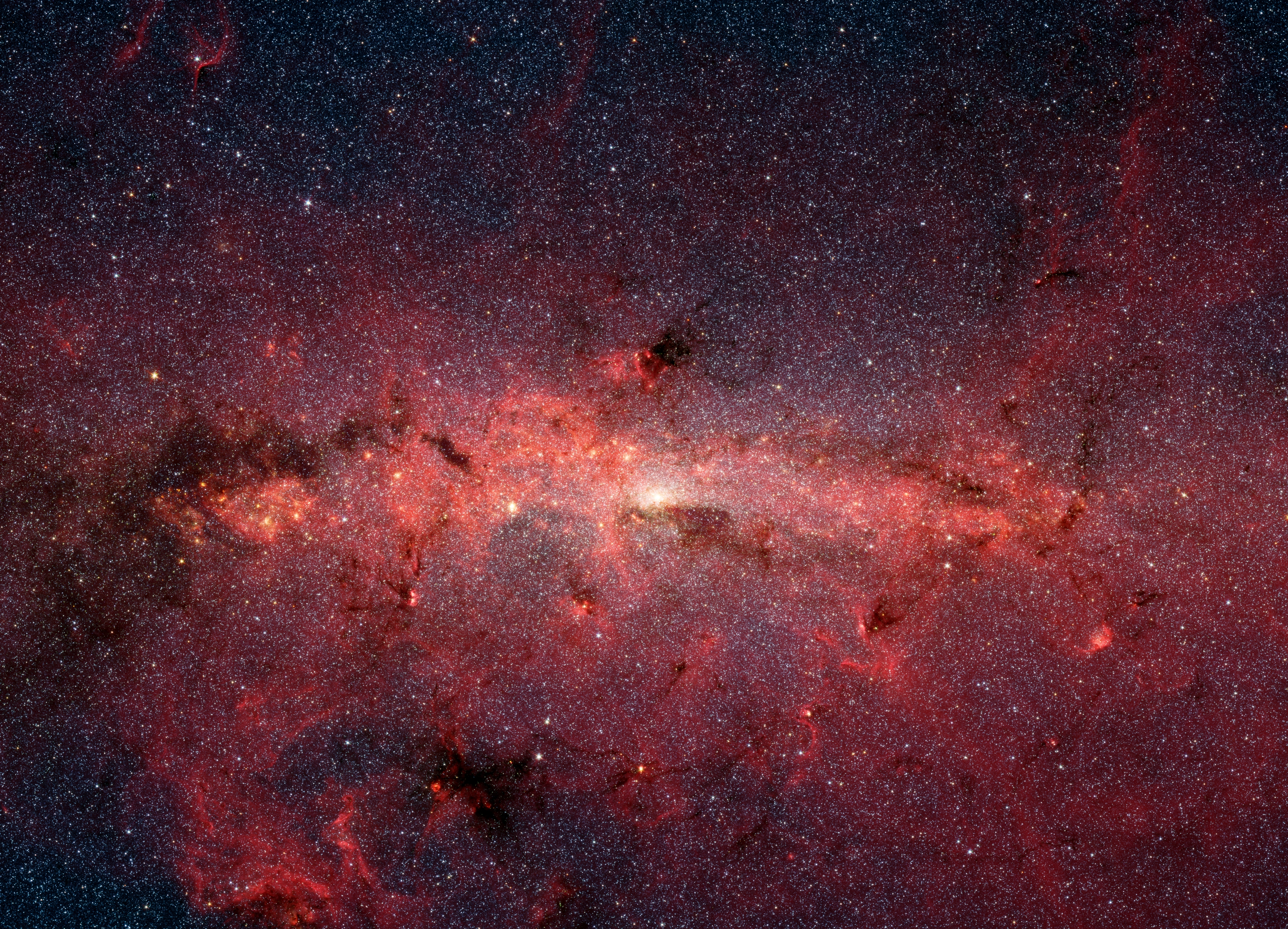
우리 은하의 중심 모습.

우리 은하(―銀河, 영어: Our Galaxy)는 태양계가 속해 있는 은하이다.

## 부르는 명칭
은하수 은하(銀河水 銀河, 영어: Milky Way Galaxy), 은하수(銀河水, 영어: Milky Way)라고도 하며, 우리가 속해 있는 곳이기에 단순히 은하계 또는 은하라고 부르기도 한다.

## 지구에서 보이는 형태
은하수는 지구에서 보이는 우리 은하의 부분으로, 천구를 가로지르는 밝은 띠로 보인다. 이 밝은 띠는 다수의 별들로 이루어져 있다. 또한, 은하 중심부가 있는 궁수자리 방향에서 가장 밝게 보인다. 천구 상에서 은하면은 북쪽으로 카시오페이아자리까지, 남쪽으로 남십자자리 까지에 이른다. 황도에 대한 경사로 보아, 이는 은하면에 대한 태양계 대부분의 행성 궤도면(≒황도면)이 기울어져 있다는 것을 뜻한다. 은하가 천구를 거의 똑같이 나누고 있다는 사실은 곧 태양계가 은하면에서 그리 멀리 떨어져 있지 않다는 것을 뜻한다. 우리 은하에는 은하의 중심과 은하의 북극이 존재하는데, 원기 B 1950으로 측정한 북극의 적경과 적위는 12h 49m, +27.4˚였다.

## 항성 수
우리 은하에는 약 4,000억 개의 항성이 있다고 밝혀졌다.

## 은하 구조
우리 은하는 늙고 오래된 별들이 공 모양으로 밀집한 중심핵(中心核)과 그 주위를 젊고 푸른 별·가스·먼지 등으로 이루어진 나선팔이 원판 디스크 형태로 회전하고 있으며, 그 외곽에는 주로 가스, 먼지, 구상 성단 등의 일부 항성 및 암흑 물질로 이루어진 헤일로가 타원형 모양으로 은하 주위를 감싸고 있다.

## 지름
우리 은하의 지름은 약 87,500 광년으로 중심핵은 직경이 약 10,000 광년, 두께는 약 15,000 광년이다.

## 나선팔의 두께
나선팔의 두께는 별들의 영역만을 고려할 경우 약 1,000 광년 이지만 최근의 관측 결과 가스 등을 포함한 전체 디스크의 두께는 약 12,000 광년으로 기존의 추정치인 6,000 광년의 두 배에 달할 것으로 예상된다.

## 헤일로의 지름 추정치
우리 은하를 둘러싸고 있는 헤일로는 지름이 약 200,000 광년 정도로 추정되었으나, 일부 구상 성단이 은하 중심으로부터 400,000 광년 거리에서 발견되는 점, 최근 우리의 이웃 은하인 안드로메다 은하의 헤일로가 기존보다 휠씬 먼 약 400,000 광년 이상까지 뻗어있다는 것이 확인됨에 따라 우리 은하의 헤일로의 규모도 당초 예상보다 훨씬 멀리 까지 뻗어 있을 가능성이 크다.

## 은하나이
우리 은하의 나이를 정확히 추정하는 것은 거의 불가능하나 간접적으로 우리 은하 내의 항성 중 가장 늙은 별의 나이를 통해 추정할 수는 있다. 현재까지 밝혀진 우리 은하 디스크 내 가장 오래된 별의 나이는 약 132억 년이며, 주위를 공전하는 구상 성단에서 약 136억 년의 나이로 밝혀진 별이 발견되고 이들 구상 성단이 우리 은하와 거의 동시에 탄생하였을 걸로 추정하면 우리 은하의 나이는 현재 우주의 나이인 약 138억 년에 거의 근접할 것으로 추정되고 있다. 참고로, 지구에서 가장 가까운 구상 성단은 NGC 6397이며, 지구에서 7,200 광년 떨어져 있다.

## 질량
우리 은하의 총 질량에 대한 계산은 최근 극적인 변화를 겪고 있다. 지금까지는 관측된 우리 은하의 회전 속도와 뉴턴의 역학 법칙을 이용한 계산 결과, 우리 은하의 총 질량은 항성, 가스 등의 눈에 보이는 물질 만을 고려할 경우 약 5.8×1011 M☉, 눈에 보이지 않는 암흑 물질 등을 모두 고려하여 계산할 경우 약 1.5~1.9×1012 M☉으로 추정되어 왔으며, 약 2,000억~4,000억 개의 항성들이 존재할 것으로 믿어져 왔다.
최근에는 은하 헤일로가 은하 중심부에서 26만 광년 까지 떨어져 있는 것으로 여겨지고 암흑 물질 등, 은하를 이루고 있는 물질이 예상보다 많은 것으로 여겨지고 있다.
따라서 우리 은하의 질량은 눈에 보이는 물질만 합치면 8.5×1011 M☉이 나오며, 암흑물질까지 모두 합쳐 5×1012 M☉ (약 5조 태양 질량)까지 늘어날 수 있다.
별의 개수는 2천억~4천억 개이며, 항성들을 모두 합친 질량은 4.6×1010 M☉~6.4×1010 M☉, 평균 질량은 태양의 15%이다.
이는 우리 은하의 별의 대부분은 적색 왜성인 것이다.

## 쌍둥이 은하
이는 지금까지 우리 은하가 이웃 안드로메다 은하에 비해 크기나 무게가 더 작은 형제 은하라고 믿어온 고정관념을 송두리째 뒤엎는 것으로서 우리 은하와 안드로메다 은하는 크기와 무게가 비슷한 대형 쌍둥이 은하일 가능성이 큰 것으로 예상된다.

## 형태
우리 은하는 막대 나선 은하에 속하며, 허블의 은하 분류에 따르면 Sbc형(중심에 막대가 존재하고 나선팔이 느슨히 감긴 형태)이다. 이전에는 안드로메다 은하와 같은 모양의 정상 나선 은하로 간주되었으나, 1990년대부터 과학자들에 의해 막대 나선 은하일 가능성이 제기되었으며 2005년의 스퍼처 적외선 망원경을 이용한 조사 결과, 중심핵으로부터 지름 27,000광년 길이의 막대 구조가 존재한다는 것이 확인되었다. 막대 구조는 대부분 붉고, 오래된 항성들로 구성되어 있으며, 태양과 은하 중심을 연결한 선에서 약 44 ± 10 도 정도 비스듬히 위치하고 있어서 그동안 존재를 확인하기가 어려웠던 것으로 추정된다. 또한, 이 막대 구조 주위에 일명 '5-kpc Ring'이라는 거대 수소 가스로 이루어진 띠가 존재하며, 현재 우리 은하 내에서 가장 폭발적으로 별을 생성하고 있는 영역임이 확인되었다. 만약에 이웃하는 안드로메다 은하에서 우리 은하를 바라본다면 가장 밝게 빛나는 부분으로 보일 것이다.

## 중심 블랙홀
우리 은하를 구성하는 천체들은 은하의 중심부를 중심으로 나선팔 모양으로 공전한다. 이는 은하 중심에 초대질량 블랙홀이 있기 때문이라 여겨지며, 궁수자리 A*가 이 거대 블랙홀의 유력한 후보로서 태양 질량의 약 450만 배의 질량인 것으로 추정된다. 또한 이 블랙홀의 근처에 태양의 1,300배에 해당하는 중간 질량 블랙홀이 더 존재하며 서로를 공전하고 있는 것(쌍성 처럼)이 확인되었다. 이는 과거에 우리 은하가 다른 작은 은하를 흡수하였음을 의미하며, 실제로 2002년에 대한민국 연세 대학교 연구팀이 '사이언스'지에 발표한 논문을 통해 우리 은하가 약 10억 년 젊은 다른 은하와 충돌, 합병하여 현재의 크기가 되었음을 입증한 바 있다. 현재 우리 은하의 중심부에는 가까운 최근에 격렬한 별 생성이 있었음을 추정하게 하는 증거들이 발견되고 있으며, 은하 중심부에서 불과 3.5 광년 내에 수천 개의 별들이 빽빽히 모여 있으며 울프 레이에별과 OB항성들과 같은 거대 항성들도 100개 나 모여 있다. 이것은 이들 별들의 폭발적인 생성이 불과 수백 만 년 전에 있었다는 것을 알 수 있다. 이들 별들이 초신성 폭발을 하면 은하 중심의 블랙홀에도 영향을 줘, 제트를 뿜는 블랙홀 활동이 시작될 것이다. 과거 수백 만 년 전에 블랙홀 주변 3.5 광년 내의 폭발적인 별 생성 시 에도 가스 구름이 블랙홀로 유입되어 강력한 블랙홀 활동이 있었다는 것과 블랙홀이 내뿜은 엄청난 양의 물질들의 거품 흔적들이 은하 중심부의 가스 구름의 제트 거품의 흔적을 통해 발견되고 있다. 당시 블랙홀의 제트는 은하 중심부로부터 최대 3,000 광년 떨어진 구름 까지도 흔적을 남겼다. 시뮬레이션 결과 중심핵의 두 개의 블랙홀도 서로 공전하면서 계속 가까워지다가 결국엔 하나로 합쳐지면서 막대한 양의 X선 등의 에너지를 방출할 것으로 예상되고 있다. 또한 은하 중심부로부터 400광년 내에 빽빽한 구름들이 많이 발견되었는데 2억년 내로 엄청난 별 생성을 하게 될 것이다.

## 나선팔의 개수
최근까지 우리 은하에는 네 개의 큰 나선팔이 있다고 여겨졌으나, 2008년에 스피처 적외선 망원경을 이용하여 1억 개 이상의 항성의 분포를 분석한 결과, 단지 2개의 나선 팔만이 명확히 구분되었다.

## 존재 의심 나선팔
나머지 나선팔은 존재가 의심스럽거나 2개의 주요 나선 팔에서 갈라져 나온 부수적인 팔인 것으로 확인되었다. 주된 2개의 나선 팔은 각각 방패-센타우루스자리 팔과 페르세우스자리 팔이며, 과학자들은 우리 은하가 나선 팔이 2개로 구성된 전형적인 막대 나선 은하일 것으로 추정하고 있다. 최근에 페르세우스자리 팔 바깥에서 은하 중심으로부터 거리가 60,000 광년, 길이가 77,000 광년인 새로운 나선팔의 존재가 확인되었으나, 대부분 가스와 먼지로 구성되고 별은 드문 것으로 추정되어 아직 공식적인 나선 팔로 인정받지는 못하고 있다.

## 나선팔들의 색깔

우리 은하의 팔. 상단에 태양계가 있으며, 하단의 옅은 영역은 관측이 힘든 부분이다.

각 나선팔 마다의 색깔은 다음과 같다.
| 색깔   | 나선팔                                           |
| ------ | ------------------------------------------------ |
| 청록   | 3 킬로파섹 팔 과 페르세우스자리 팔 (Perseus Arm) |
| 보라   | 직각자자리 팔과 백조자리 팔 (Norma-Cygnus Arm)   |
| 녹색   | 방패자리-남십자자리 팔 (Scutum-Crux Arm)         |
| 분홍   | 궁수자리-용골자리 팔 (Carina-Sagittarius Arm)    |
| 오렌지 | 오리온 팔 (Local Spur)                           |

## 나선팔 왜곡의 원인
우리 은하는 측면에서 봤을 때 나선 팔의 일부가 위로 밀려 올라가서 휘어진 모양을 하고 있는데, 이는 위성 은하인 대마젤란 은하와 소마젤란 은하가 중력적으로 영향을 미치기 때문으로 추정된다. 우리의 이웃 은하인 안드로메다 은하도 이웃 위성 은하에 의해 나선 팔의 일부 구조가 심하게 뒤틀린 모습을 띠고 있다. 이들 두 위성 은하는 각각 우리 은하와 마젤란 흐름이라는 수소 가스로 이루어진 띠로 연결되어 우리 은하 주위를 약 15억 년 주기로 공전하면서 중력적으로 속박 되어 있는데, 이 마젤란 흐름은 약 2억 년 전에 이들 위성 은하가 비정상적으로 우리 은하에 접근하는 과정에서 조석력에 의해 형성된 것으로 보인다. 현재 이 통로를 통해 이들 마젤란 은하의 별과 가스 등이 우리 은하로 끌려가는 현상이 나타나고 있으며, 향후 서서히 우리 은하에 별을 빼앗겨 결국에는 우리 은하에 흡수될 것으로 예상된다. 현재 대,소 마젤란 은하는 불규칙 은하로 분류되나, 두 은하 모두 중심부에 희미한 막대 구조가 관찰된다. 이를 두고 과거에 정상 나선 은하였다가 우리 은하의 강한 중력에 의해 구조가 해체되고 남은 잔해라는 설, 반대로 우리 은하 중력에 영향을 받아 정상 나선 은하로 발전해 가는 단계라는 설 등이 있으나 아직 까지 확인된 바는 없다.

## 위성 은하와의상호 작용
우리 은하는 과거로부터 끊임없이 주위의 작은 은하를 흡수, 합병하면서 성장하여 현재의 모습에 도달하였다는 것이 대체적인 중론이다. 과학자들은 우리 은하 내의 별들의 공간 구조를 조사하다가 특이한 별집단의 운동('성류'라고 불림)을 인식하게 되었고, 이는 우리 은하가 다른 은하를 잡아먹고 남은 잔해물이라는 결론에 도달하였다. 우리 은하의 중심부에 존재하면서 은하 핵을 수직으로 공전하는 특이한 'Inner Ring'과 외곽 헤일로에서 최근 존재가 확인된 'Outer Ring(Monoceros Ring)'이 바로 그것이다. 또한, 1999년에는 대한민국 연구팀이 우리 은하에서 가장 큰 구상 성단인 오메가 센타우리가 원래는 왜소은하의 중심핵이었음을 입증한 바 있으며, 현재 우리 은하의 약 200여개의 구상 성단 중 최소 40%는 우리 은하가 아닌 주변 왜소은하의 중심핵이었거나 이들 왜소은하에 딸린 구상 성단이었을 것으로 추정된다. 지금 현재에도 최소한 2개 이상의 왜소 위성은하를 합병 중인 것으로 확인되고 있으며, 지구로부터 25,000 광년 떨어진 큰개자리 왜소은하와 70,000광년 떨어진 궁수자리 왜소은하가 바로 그 희생양 들이다. 최근 2005년에 발견된 처녀자리 왜소은하의 경우, 지구로부터 약 30,000 광년 떨어진 거리에서 우리 은하를 밑에서 위로 관통하고 있는 것으로 밝혀졌으나, 궁수자리 왜소은하와 가까운 위치 때문에 새로운 왜소 은하인지 아니면 궁수자리 왜소은하의 잔해물인지의 여부가 불확실한 상태이다. 특이한 점은 최근의 컴퓨터 시뮬레이션에서 처녀자리 왜소은하의 경우 운동 궤적을 조사한 결과, 과거에 몇 번이나 우리 은하를 수직으로 관통한 적이 있는 것으로 나타나 어떻게 우리 은하에 흡수되지 않고 형태를 유지하여 왔는지가 미스테리인데 우리 은하의 중력을 이겨낼 정도로 상당한 양의 암흑물질을 보유한 것이 아닌가 추정된다.
한편, 현재 우리 은하는 중심핵에 위치한 블랙홀의 활동성이 약한 정상 상태 은하인 것으로 보이나, 최근까지도 블랙홀에서 격렬한 활동을 통해 막대한 에너지를 외부로 방출하는 셰이퍼트 은하와 같은 활동성 은하였다는 증거들이 관측되고 있다. 최근 2010년에 우리 은하의 중심부에서 나선팔 원반과 수직 방향 위, 아래로 각각 25,000 광년(직경 50,000광년) 길이의 감마선을 방출하는 비눗방울 모양 거대 구조가 발견되었는데, 북쪽 하늘의 처녀자리에서 남쪽 하늘의 두루미 자리까지 전 하늘의 절반 이상을 차지하고 있으며 이 구조의 가장자리 윤곽이 매우 뚜렷한 것으로 보아 약 10만 개 이상의 초신성 폭발과 맞먹는 에너지가 방출된 현상으로 추정된다. 또한, 우리 은하 중심핵에서 약 3,000광년 거리의 공간에 중심부에서 방출된 감마선 잔해물 거품 구조가 형성되어 과거에 격렬한 반응이 있었음을 짐작하게 한다.

## 특이 구조

### 스미스의 구름
한편, 우리 은하를 향해 돌진해 오고 있는 특이한 거대 수소 가스 구름(일명 "Smith's Cloud")은 아직 미스테리이다. 1963년에 이미 존재가 확인되었다. 현재 우리은하 원반 디스크 면으로부터 8,000 광년 거리에서 초속 240 km(시속 86만 9천 km)의 속도로 접근 중이며, 총 길이는 약 9,800 광년, 폭은 약 3,300광 년에 달하는 것으로 추정되며 질량은 태양의 100 만 배를 초과하며 2000만 배에서 어쩌면 1억 배를 초과할 것이라는 관측도 있다. 향후 2,700만 년 이내에 우리 은하의 페르세우스자리 팔에 45도의 각도로 충돌하여 약 100만 개 이상의 별이 폭발적으로 생성될 것으로 예측되고 있다.
참고로 이러한 구름들은 우주 보이지 않는 곳곳에 널려 있다. 또한 몇몇 덩치 큰 구름들은 구름 내부에 자기장을 형성하고 있다. 이러한 자기장은 구름이 흩어지지 않게 하며 별의 생성을 억제한다. 따라서 이러한 구름은 어느 정도 밀도 높은 가스 구름과 서로 충돌하지 않는 이상은 대량으로 별을 생성하지 못한다. 우주에서는 은하와 은하 사이, 은하단과 은하단 사이에는 이러한 구름들이 많이 있으며 넓게 퍼져 있어 질량은 매우 크지만, 밀도는 옅어 별이 잘 생성되지 않는다.
하지만 스미스 구름처럼 어느 정도 밀도가 높은 구름도 우주에 많이 존재하고, 우리 은하단 내에서도 많이 존재한다. 이러한 밀도가 어느 정도 되고 무거운 구름들은 구름 내부에 자기장으로 인해 어지간하면 별을 잘 생성하지는 못하지만, 다른 은하들과의 직접적인 상호 작용으로 인해 왜소 은하나 중형 급의 은하를 새로이 형성하기도 하고 다른 은하와 충돌하여 스타 버스트 현상을 일으킨다. 우리 은하는 주기적으로 이러한 거대한 구름들을 흡수하여 별을 생성하고 있다.

## 태양의 위치
태양은 우리 은하 내 수천 억 개의 별들 중에서 극히 평범한 항성으로 과거 약 46억 년 전에 3세대 초신성의 폭발에 따른 가스의 응축력에 의해 산개 성단 내에서 많은 형제 별들과 함께 생성된 것으로 추정되고 있다. 태양은 우리 은하 나선 팔의 파동 운동 영향으로 초기의 탄생 위치에서 멀리 이동했을 것으로 추측되며, 현재 은하 중심에서 태양까지의 거리는 약 26,500 ± 1,400 광년으로 수평 방향으로는 전체 은하 디스크의 중간 위치에 자리하고 있으며, 수직 방향으로는 은하 기준 평면(은위 0도)으로부터 약 60~70광년 정도 위에 위치하고 있다.
태양은 페르세우스자리 팔 안 쪽으로 6,500 광년 떨어진 오리온자리 팔(페르세우스자리 팔에서 갈라져 나온 부수적인 팔)의 은하 중심 방향으로 가장자리에 위치해 있으며
, 과거부터 오리온 팔과 나선 팔 공간 사이를 주기적으로 왕복하고 있다. 태양은 최근 몇 백만 년 전에 현재의 "Local Bubble"(성간 가스의 밀도가 다른 지역에 비해 희박한 지역으로 위로는 나선 팔을 넘어 헤일로까지 뻗어 있는 길다란 굴뚝 모양의 거품 구조 공간)이라는 과거의 쌍둥이자리 초신성 폭발 잔해 영역으로 진입하였으며, 현재 "Local Bubble"의 경계면에서 근처의 전갈-센타우루스 자리 OB성협(산개 성단보다 느슨하게 모인 별의 집단)의 젊은 별들이 뿜어내는 강한 항성풍을 뚫고 나선 팔을 따라 공전하고 있다.
태양계의 경우 은하계를 공전하는 데에 2억 2600만 년이 걸리며, 태양계의 나이로 봤을 때 지금까지 25번 공전했다. 태양은 은하 내에서 헤라클레스자리 근처의 거문고자리 +1 등성인 직녀성을 향해 초속 220 km, 은하 중심으로부터 60도의 각도로 비스듬히 공전 중이며, 또한 한번 공전할 때마다 평균 2.7회 정도 주기적으로 은하 원반 내에서 상하 운동을 하고 있다.
이는 1 AU를 8일 만에, 1 광년을 1400년 만에 갈 수 있는 속도이다. 별들의 공전 속도는 중심과 떨어진 거리와 상관없이 초속 200~250km로 일정하다 . 그렇기 때문에 공전 주기는 은하의 중심에서 떨어진 거리에 거의 비례하지 않는다.

## 이웃 은하
우리 은하를 포함해서 약 20 ~ 30여 개의 은하가 가까이 모여 있는데, 이를 국부 은하군이라고 한다. 국부 은하군 중 크기가 비교적 큰 은하로는 우리 은하, 안드로메다 은하, 삼각형자리 은하가 있다. 국부 은하군 중 안드로메다 은하와 우리 은하가 질량의 대부분을 차지하여 서로 중력적으로 영향을 미쳐 공전하고 있으며, 삼각형자리 은하(M33)는 지구로부터 약 290만 광년, 안드로메다 은하로부터 70만 광년 거리에 위치한다. 삼각형자리 은하(M33)는 지름 약 6만 광년인 평균 크기의 나선 은하로서 이웃하는 안드로메다 은하에 중력적으로 속박 되어 아주 긴 궤도를 따라 천천히 공전하고 있으며, 이미 안드로메다 은하 쪽으로 별과 가스의 유출 현상이 나타나고 있어 장차 안드로메다에 흡수, 합병될 가능성이 큰 것으로 보인다.

### 안드로메다 은하
안드로메다 은하(M31)는 지구로부터 약 250만 광년 거리에 있으며, 최근의 관측 결과 과거에 헤일로로 추정되던 부분이 실제로는 은하 원반임이 판명됨에 따라 이전의 추정 지름 12만 ~ 14만의 크기를 훨씬 뛰어넘어 지름이 약 22만 광년(최대 약 25만 광년)에 이르는 거대 나선 은하인 것으로 보이며, 포함하는 총 별의 개수도 1조 개 이상으로 우리 은하의 2배에 달한다. 따라서, 우리 은하에 비해 밝기도 2배에 달할 것으로 추정되고, 중심부 벌지(Bulge)도 우리 은하의 것보다 더 크고 더 밝다. 그러나, 무게 면에서는 우리 은하가 약 1.5 ~ 2배 더 무거운 것으로 계산되며, 실제로 안드로메다 은하는 우리 은하보다 질량이 작은 것처럼 거동하는 특성을 나타낸다. 이는 우리 은하가 암흑 물질이나 성간 가스 등을 더 많이 함유하고 보다 더 조밀하게 밀집되는 것 때문으로 추정되나, 한편으로는 여전히 풀리지 않는 의문점이 많다. 안드로메다 은하 중심부의 초대질량 블랙홀은 태양 질량의 약 3000만배 이상으로 우리 은하보다 훨씬 무겁다고 추정되며, 통상적으로 은하의 무게는 중심부 블랙홀의 무게와 비례한다는 관측 결과와 상충되는 모순 점이 있는 것 등으로 있다. 이는 은하가 얼마나 혼돈한 활동을 겪었는지 연구 중이지만, 우리 은하는 비교적 적당한 크기의 가스 구름과 은하들을 꾸준히 삼켜서 성장한 반면, 안드로메다 은하는 좀 더 덩치 큰 은하와 구름들과 충돌하여 혼돈을 좀 더 심하게 겪어 은하 중심부에 블랙홀이 많이 커졌다는 연구가 있다.

#### 안드로메다 은하와 우리 은하의 충돌
그러나, 현 시점에서 우리은하는 안드로메다 은하에 비해 2배 이상으로 활발히 별을 생성하고 있으며, 안드로메다 은하가 연간 평균 태양 질량을 기준으로 1~2개의 별을 생성하는 반면, 우리 은하는 연간 평균 5~6개의 별을 생성하고 있는 것이 확인되었다. 안드로메다 은하의 중심 핵이 2개로 이루어져 있는 것으로 보아 과거에 안드로메다 은하는 다른 은하와 충돌, 합병하면서 "Starburst 은하"처럼 별이 폭발적으로 생성된 시기가 있었던 것으로 추측되며, 우리은하는 현재 활발히 별을 생성 중인 단계인 것으로 과학자들은 추정하고 있다. 실제로 2010년에 안드로메다 은하가 약 90억년 전에 두 은하 간의 충돌에 의한 합병이 시작되어 약 55억 년 전에 최종적으로 현재의 은하로 합체 되었음이 여러 증거를 통해 확인된 바 있다.
최근 관측결과에서는 안드로메다 은하도 우리 은하처럼 정상나선은하가 아닌 막대나선은하일 가능성이 제기되고 있으며, 또한 두 은하의 헤일로 내 금속 성분 비가 유사한 결과로 보아 우리 은하와 안드로메다 은하는 비슷한 시기에 태어나 비슷한 발달 과정을 거쳐온 형제 은하일 것으로 추측되고 있다. 현재 두 은하는 서로 간의 중력의 영향으로 점점 가까워지고 있으며, 향후 30~40억 년 이내에 충돌하여 결국에는 처녀자리 은하단의 M87 은하처럼 하나의 초거대 타원 은하로 새로 태어날 것으로 예상되고 있다. 이때의 우리 은하의 이름은 아마도 'Mikomeda Galaxy(미코메다 은하)'일 것이다.

### 국부 은하군
국부 은하군은 약 10,000여 개 이상의 은하로 이루어진 처녀자리 은하단의 끝 외곽부에 위치하고 있으며, 처녀자리 은하단의 중심부로부터 6500만 광년 떨어져 있다. 이웃하는 은하군으로는 우리 은하로부터 대략 1,000만 광년 정도 거리에 조각가자리 은하군, M81 은하군, 마페이 은하군, NGC5128 은하군이 있다. 하지만, 이들 은하군 내의 개별 은하들은 각각의 은하군 내에 고정되어 있지 않고 시간의 흐름에 따라 서로 간에 구성원이 바뀌기도 한다는 것이 컴퓨터 시뮬레이션 결과 밝혀졌다. 일례로 우리 은하의 중심핵 방향의 두터운 가스와 먼지 때문에 그동안 존재를 모르고 있다가 최근에야 적외선 관측을 통해서 존재가 확인된 마페이 은하군(MaffeiⅠ, Maffei Ⅱ 은하가 주력인 은하군)의 경우, 과거에는 국부 은하군의 구성원이었다가 지금은 멀어져 가고 있다는 것이 확인되었다. 국부 은하군은 주위의 은하군들과 함께 600 km/s의 속도로 처녀자리 은하단의 중력에 이끌려 가고 있으며, 그 방향은 바다뱀자리 별자리를 향하고 있다.

### 왜소 은하
국부 은하군에는 우리 은하 주위를 공전하는 왜소은하가 다수 있다. 그중 가장 큰 것은 지름이 2만 광년인 대마젤란 은하가 있다. 용골자리 왜소은하, 용자리 왜소은하, 사자자리 왜소은하 Ⅱ는 지름이 500광년으로 가장 작은 은하들이다. 다른 왜소은하로 소마젤란 은하, 큰개자리 왜소은하(가장 가까운 은하), 궁수자리 왜소은하, 작은곰자리 왜소은하, 조각가자리 왜소은하, 육분의자리 왜소은하, 화학로자리 왜소은하, 사자자리 은하 등이 있다. 과학자들의 이론적 계산에 의하면 우리 은하 주위에 백 여개의 왜소 은하가 존재할 것으로 예상되지만 현재 그리 많이 발견되지는 않고 있다. 우리 은하가 성장하면서 과거부터 끊임없이 주위의 은하를 합병하였거나, 은하수를 따라 관측 불가능 지역에 다수 분포할 가능성이 있는 것으로 추정하고 있다.

## 같이 보기
- 은하수
- 안드로메다 은하
- 국부 은하군
- 국부 초은하단
- 위성 은하
- 대마젤란 은하
- 소마젤란 은하